# 尼科·皮羅斯馬尼
尼科·皮羅斯馬尼（羅馬化：Niko Pirosmani，1862年—1918年），全名尼科洛茲·皮羅斯馬納什維利（羅馬化：Nikoloz Pirosmanashvili），帝俄時期格魯吉亞畫家。皮羅斯馬尼的繪畫風格被歸類為原始主義，他偏好描繪自然和鄉村生活，繪畫主題涵蓋動物、靜物、人物、室內畫、風景畫、歷史畫和宗教主題。據說他一生畫了近2,000幅作品，但至今僅存約220幅。
皮羅斯馬尼一生的大部分時間都相對貧困，曾從事多種職業維生，包括繪製招牌或肖像。1918年4月，在流感大流行期間，他因營養不良和肝衰竭而去世，享年55歲，確切的死亡日期和埋葬地點仍不為人所知。他又被稱為「流浪畫家」或「孤獨畫家」。

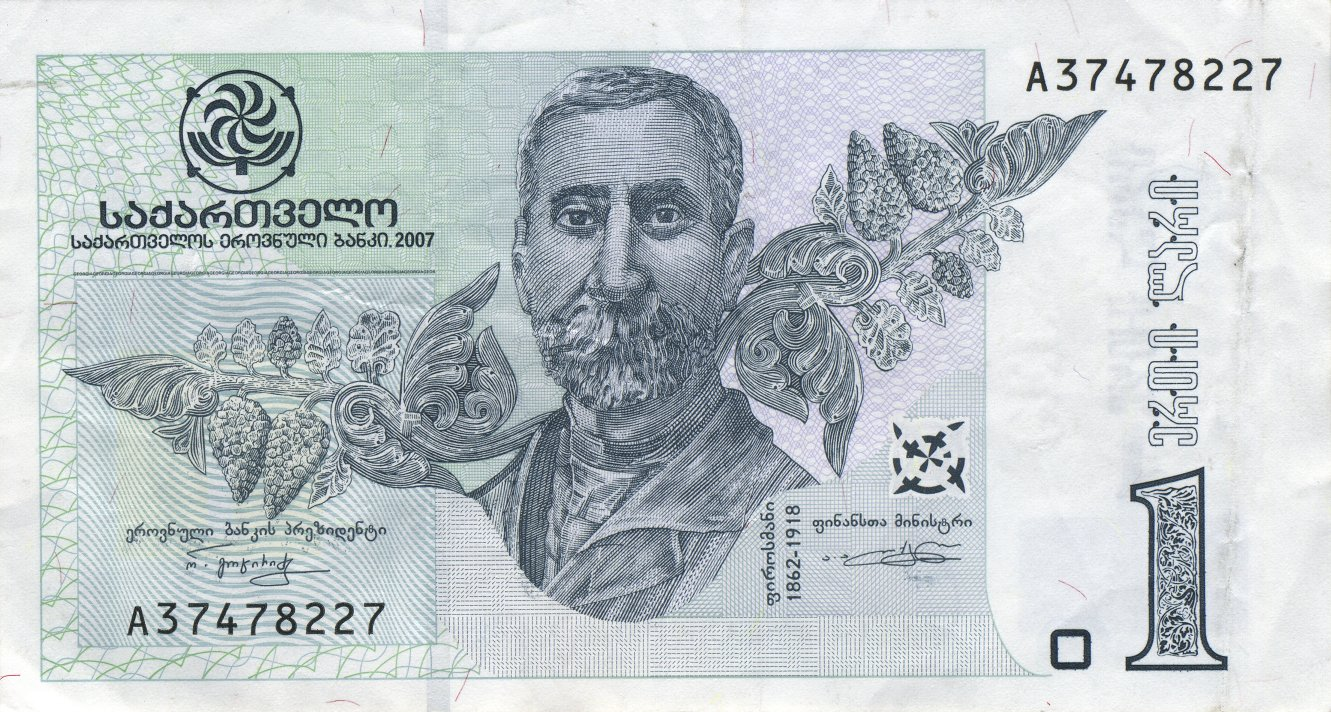
2002年喬治亞拉里1元紙幣上的皮羅斯馬尼肖像

皮羅斯馬尼去世後，其作品才逐漸受到關注，從而贏得了國際聲譽。1918年，他的畫作參加了第一屆格魯吉亞畫家大型展覽。第一本關於皮羅斯馬尼的專著於1926年以格魯吉亞語、俄語和法語出版。

## 外部連結
- 官方网站
- Biography and Works of Pirosmani，存档于（存檔日期 November 23, 2007）
- Biography （页面存档备份，存于）